# Seria GP2 – Spa-Francorchamps 2016
Runda GP2 na torze Circuit de Spa-Francorchamps – ósma runda mistrzostw serii GP2 w sezonie 2016.

## Lista startowa
| Nr | Kierowca            | Zespół                  | Samochód       | Silnik              | Opony |
| -- | ------------------- | ----------------------- | -------------- | ------------------- | ----- |
| 1  | Nobuharu Matsushita | ART Grand Prix          | Dallara GP2/11 | Mecachrome V8 4.00l | P     |
| 2  | Siergiej Sirotkin   | ART Grand Prix          | Dallara GP2/11 | Mecachrome V8 4.00l | P     |
| 3  | Norman Nato         | Racing Engineering      | Dallara GP2/11 | Mecachrome V8 4.00l | P     |
| 4  | Jordan King         | Racing Engineering      | Dallara GP2/11 | Mecachrome V8 4.00l | P     |
| 5  | Alex Lynn           | DAMS                    | Dallara GP2/11 | Mecachrome V8 4.00l | P     |
| 6  | Nicholas Latifi     | DAMS                    | Dallara GP2/11 | Mecachrome V8 4.00l | P     |
| 7  | Mitch Evans         | Pertamina Campos Racing | Dallara GP2/11 | Mecachrome V8 4.00l | P     |
| 8  | Sean Gelael         | Pertamina Campos Racing | Dallara GP2/11 | Mecachrome V8 4.00l | P     |
| 9  | Raffaele Marciello  | Russian Time            | Dallara GP2/11 | Mecachrome V8 4.00l | P     |
| 10 | Artiom Markiełow    | Russian Time            | Dallara GP2/11 | Mecachrome V8 4.00l | P     |
| 11 | Gustav Malja        | Rapax                   | Dallara GP2/11 | Mecachrome V8 4.00l | P     |
| 12 | Arthur Pic          | Rapax                   | Dallara GP2/11 | Mecachrome V8 4.00l | P     |
| 14 | Philo Paz Armand    | Trident                 | Dallara GP2/11 | Mecachrome V8 4.00l | P     |
| 15 | Luca Ghiotto        | Trident                 | Dallara GP2/11 | Mecachrome V8 4.00l | P     |
| 18 | Sergio Canamasas    | Carlin                  | Dallara GP2/11 | Mecachrome V8 4.00l | P     |
| 19 | Marvin Kirchhöfer   | Carlin                  | Dallara GP2/11 | Mecachrome V8 4.00l | P     |
| 20 | Antonio Giovinazzi  | Prema Racing            | Dallara GP2/11 | Mecachrome V8 4.00l | P     |
| 21 | Pierre Gasly        | Prema Racing            | Dallara GP2/11 | Mecachrome V8 4.00l | P     |
| 22 | Oliver Rowland      | MP Motorsport           | Dallara GP2/11 | Mecachrome V8 4.00l | P     |
| 23 | Daniël de Jong      | MP Motorsport           | Dallara GP2/11 | Mecachrome V8 4.00l | P     |
| 24 | Nabil Jeffri        | Arden International     | Dallara GP2/11 | Mecachrome V8 4.00l | P     |
| 25 | Jimmy Eriksson      | Arden International     | Dallara GP2/11 | Mecachrome V8 4.00l | P     |
| Nr | Kierowca            | Zespół                  | Samochód       | Silnik              | Opony |

## Wyniki

### Sesja treningowa
| Nr | Kierowca          | Konstruktor    | Czas     | Okr. |
| -- | ----------------- | -------------- | -------- | ---- |
| 2  | Siergiej Sirotkin | ART Grand Prix | 1:58,828 | 12   |

### Kwalifikacje
Źródło: gpupdate.net
| Poz. | Nr | Kierowca            | Konstruktor             | Czas     | Poz. s. |
| ---- | -- | ------------------- | ----------------------- | -------- | ------- |
| 1    | 20 | Antonio Giovinazzi  | Prema Racing            | 1:56,607 | 1       |
| 2    | 21 | Pierre Gasly        | Prema Racing            | 1:56,768 | 2       |
| 3    | 11 | Gustav Malja        | Rapax                   | 1:57,124 | 3       |
| 4    | 3  | Norman Nato         | Racing Engineering      | 1:57,211 | 4       |
| 5    | 4  | Jordan King         | Racing Engineering      | 1:57,411 | 5       |
| 6    | 12 | Arthur Pic          | Rapax                   | 1:57,462 | 6       |
| 7    | 9  | Raffaele Marciello  | Russian Time            | 1:57,512 | 7       |
| 8    | 5  | Alex Lynn           | DAMS                    | 1:57,658 | 8       |
| 9    | 1  | Nobuharu Matsushita | ART Grand Prix          | 1:57,665 | 9       |
| 10   | 19 | Marvin Kirchhöfer   | Carlin                  | 1:57,750 | 10      |
| 11   | 6  | Nicholas Latifi     | DAMS                    | 1:57,768 | 11      |
| 12   | 10 | Artiom Markiełow    | Russian Time            | 1:57,906 | 12      |
| 13   | 2  | Siergiej Sirotkin   | ART Grand Prix          | 1:57,927 | 13      |
| 14   | 15 | Luca Ghiotto        | Trident                 | 1:57,964 | 14      |
| 15   | 22 | Oliver Rowland      | MP Motorsport           | 1:57,987 | 15      |
| 16   | 18 | Sergio Canamasas    | Carlin                  | 1:58,165 | 16      |
| 17   | 8  | Sean Gelael         | Pertamina Campos Racing | 1:58,252 | 17      |
| 18   | 23 | Daniël de Jong      | MP Motorsport           | 1:58,342 | 18      |
| 19   | 7  | Mitch Evans         | Pertamina Campos Racing | 1:58,386 | 19      |
| 20   | 25 | Jimmy Eriksson      | Arden International     | 1:58,674 | 20      |
| 21   | 14 | Philo Paz Armand    | Trident                 | 1:59,577 | 21      |
| 22   | 24 | Nabil Jeffri        | Arden International     | 1:59,292 | 22      |
| Poz. | Nr | Kierowca            | Konstruktor             | Czas     | Poz. s. |

### Główny wyścig

#### Wyścig
Źródło: Wyprzedź Mnie!
| P                 | + / – | Nr | Kierowca            | Konstruktor             | Okr. | Czas / Strata | Komentarz |
| ----------------- | ----- | -- | ------------------- | ----------------------- | ---- | ------------- | --------- |
| 1                 | 1     | 21 | Pierre Gasly        | Prema Racing            | 25   | 53:00,853     |           |
| 2                 | 3     | 4  | Jordan King         | Racing Engineering      | 25   | +0:11,262     |           |
| 3                 | 5     | 5  | Alex Lynn           | DAMS                    | 25   | +0:15,519     |           |
| 4                 | 3     | 9  | Raffaele Marciello  | Russian Time            | 25   | +0:19,163     |           |
| 5                 | 7     | 10 | Artiom Markiełow    | Russian Time            | 25   | +0:20,723     |           |
| 6                 | 5     | 20 | Antonio Giovinazzi  | Prema Racing            | 25   | +0:24,616     |           |
| 7                 | 7     | 15 | Luca Ghiotto        | Trident                 | 25   | +0:28,703     |           |
| 8                 | 5     | 11 | Gustav Malja        | Rapax                   | 25   | +0:32,404     |           |
| 9                 | 4     | 2  | Siergiej Sirotkin   | ART Grand Prix          | 25   | +0:35,778     |           |
| 10                | 5     | 22 | Oliver Rowland      | MP Motorsport           | 25   | +0:36,489     |           |
| 11                | 2     | 1  | Nobuharu Matsushita | ART Grand Prix          | 25   | +0:36,620     |           |
| 12                | 4     | 18 | Sergio Canamasas    | Carlin                  | 25   | +0:36,819     |           |
| 13                | 2     | 6  | Nicholas Latifi     | DAMS                    | 25   | +0:41,909     |           |
| 14                | 8     | 12 | Arthur Pic          | Rapax                   | 25   | +0:46,297     |           |
| 15                | 5     | 25 | Jimmy Eriksson      | Arden International     | 25   | +0:47,842     |           |
| 16                | 3     | 7  | Mitch Evans         | Pertamina Campos Racing | 25   | +0:51,263     |           |
| 17                | 1     | 23 | Daniël de Jong      | MP Motorsport           | 25   | +0:59,821     |           |
| 18                | 1     | 8  | Sean Gelael         | Pertamina Campos Racing | 25   | +1:10,120     |           |
| 19                | 3     | 24 | Nabil Jeffri        | Arden International     | 25   | +1:11,915     |           |
| 20                | 1     | 14 | Philo Paz Armand    | Trident                 | 25   | +1:35,380     |           |
| Niesklasyfikowani |       |    |                     |                         |      |               |           |
|                   |       | 3  | Norman Nato         | Racing Engineering      | 18   | +7 okr.       |           |
|                   |       | 19 | Marvin Kirchhöfer   | Carlin                  | 1    | +24 okr.      |           |
| P                 | + / – | Nr | Kierowca            | Konstruktor             | Okr. | Czas / Strata | Komentarz |

#### Najszybsze okrążenie
| Nr | Kierowca          | Konstruktor         | Czas     | Okr. |
| -- | ----------------- | ------------------- | -------- | ---- |
| 1  | Siergiej Sirotkin | Nobuharu Matsushita | 2:00,976 | 22   |

#### Premia za najszybsze okrążenie w TOP 10
| Nr | Kierowca         | Konstruktor  | Czas     | Okr. |
| -- | ---------------- | ------------ | -------- | ---- |
| 10 | Artiom Markiełow | Russian Time | 2:01,187 | 24   |

### Sprint

#### Wyścig
Źródło: Wyprzedź Mnie!
| P  | + / –     | Nr | Kierowca            | Konstruktor             | Okr. | Czas / Strata | Komentarz |
| -- | --------- | -- | ------------------- | ----------------------- | ---- | ------------- | --------- |
| 1  | 2         | 20 | Antonio Giovinazzi  | Prema Racing            | 18   | 36:48,422     |           |
| 2  | 1         | 11 | Gustav Malja        | Rapax                   | 18   | +0:02,359     |           |
| 3  | 1         | 15 | Luca Ghiotto        | Trident                 | 18   | +0:03,921     |           |
| 4  | 4         | 21 | Pierre Gasly        | Prema Racing            | 18   | +0:04,479     |           |
| 5  | Bez zmian | 9  | Raffaele Marciello  | Russian Time            | 18   | +0:06,634     |           |
| 6  | 4         | 22 | Oliver Rowland      | MP Motorsport           | 18   | +0:13,133     |           |
| 7  | 5         | 18 | Sergio Canamasas    | Carlin                  | 18   | +0:16,274     |           |
| 8  | 13        | 3  | Norman Nato         | Racing Engineering      | 18   | +0:17,011     |           |
| 9  | 4         | 6  | Nicholas Latifi     | DAMS                    | 18   | +0:18,821     |           |
| 10 | 4         | 5  | Alex Lynn           | DAMS                    | 18   | +0:09,045     | [ 4 ]     |
| 11 | Bez zmian | 1  | Nobuharu Matsushita | ART Grand Prix          | 18   | +0:20,170     |           |
| 12 | 5         | 4  | Jordan King         | Racing Engineering      | 18   | +0:10,458     | [ 4 ]     |
| 13 | 3         | 7  | Mitch Evans         | Pertamina Campos Racing | 18   | +0:20,713     |           |
| 14 | 8         | 19 | Marvin Kirchhöfer   | Carlin                  | 18   | +0:24,657     |           |
| 15 | 3         | 8  | Sean Gelael         | Pertamina Campos Racing | 18   | +0:34,203     |           |
| 16 | 7         | 2  | Siergiej Sirotkin   | ART Grand Prix          | 18   | +0:15,557     | [ 4 ]     |
| 17 | Bez zmian | 23 | Daniël de Jong      | MP Motorsport           | 18   | +0:25,989     | [ 4 ]     |
| 18 | 1         | 24 | Nabil Jeffri        | Arden International     | 18   | +0:31,645     | [ 4 ]     |
| 19 | 1         | 14 | Philo Paz Armand    | Trident                 | 18   | +0:43,500     |           |
| 20 | 5         | 25 | Jimmy Eriksson      | Arden International     | 18   | +1:26,962     | [ 4 ]     |
| 21 | 17        | 10 | Artiom Markiełow    | Russian Time            | 17   | +1 okr.       |           |
| 22 | 8         | 12 | Arthur Pic          | Rapax                   | 17   | +1 okr.       | [ 4 ]     |
| P  | + / –     | Nr | Kierowca            | Konstruktor             | Okr. | Czas / Strata | Komentarz |

#### Najszybsze okrążenie
| Nr | Kierowca           | Konstruktor  | Czas     | Okr. |
| -- | ------------------ | ------------ | -------- | ---- |
| 20 | Antonio Giovinazzi | Prema Racing | 2:01,329 | 2    |

## Klasyfikacja po zakończeniu rundy

### Kierowcy
| P  | +/− | Kierowca            | Starty | Punkty | P1 | P2 | P3 | PP | NO | NS |
| -- | --- | ------------------- | ------ | ------ | -- | -- | -- | -- | -- | -- |
| 1  | +1  | Pierre Gasly        | 16     | 144    | 3  | 2  | 1  | 2  | 2  | 3  |
| 2  | +2  | Antonio Giovinazzi  | 16     | 129    | 3  | 2  | –  | 2  | 2  | 3  |
| 3  | 0   | Raffaele Marciello  | 16     | 120    | –  | –  | 4  | –  | –  | –  |
| 4  | −3  | Siergiej Sirotkin   | 16     | 115    | 2  | 2  | 2  | 3  | 1  | 3  |
| 5  | 0   | Oliver Rowland      | 16     | 104    | –  | 1  | 3  | –  | –  | –  |
| 6  | +1  | Jordan King         | 16     | 98     | 2  | 2  | 1  | –  | 1  | 1  |
| 7  | +2  | Alex Lynn           | 16     | 87     | 2  | –  | 2  | –  | –  | 2  |
| 8  | −2  | Norman Nato         | 16     | 82     | 1  | 1  | 1  | 1  | 1  | 4  |
| 9  | +2  | Luca Ghiotto        | 16     | 80     | –  | 2  | 1  | –  | 1  | 3  |
| 10 | 0   | Artiom Markiełow    | 16     | 79     | 1  | –  | –  | –  | 3  | 3  |
| 11 | −3  | Mitch Evans         | 16     | 77     | 1  | –  | –  | –  | 2  | 2  |
| 12 | 0   | Nobuharu Matsushita | 14     | 58     | 1  | –  | –  | –  | 3  | 2  |
| 13 | 0   | Arthur Pic          | 16     | 36     | –  | –  | 1  | –  | –  | 3  |
| 14 | +4  | Gustav Malja        | 16     | 28     | –  | 1  | –  | –  | –  | 1  |
| 15 | −1  | Sean Gelael         | 16     | 24     | –  | 1  | –  | –  | –  | 4  |
| 16 | −1  | Nicholas Latifi     | 16     | 21     | –  | 1  | –  | –  | –  | 4  |
| 17 | −1  | Marvin Kirchhöfer   | 16     | 20     | –  | 1  | –  | –  | –  | 3  |
| 18 | −1  | Sergio Canamasas    | 14     | 16     | –  | –  | –  | –  | –  | 2  |
| 19 | 0   | Jimmy Eriksson      | 16     | 10     | –  | –  | –  | –  | –  | 3  |
| 20 | 0   | Daniël de Jong      | 16     | 6      | –  | –  | –  | –  | –  | 1  |
| 21 | 0   | Nabil Jeffri        | 16     | 2      | –  | –  | –  | –  | –  | 4  |
| 22 | 0   | René Binder         | 4      | 0      | –  | –  | –  | –  | –  | –  |
| 23 | 0   | Philo Paz Armand    | 16     | 0      | –  | –  | –  | –  | –  | 6  |
| P  | +/− | Kierowca            | Starty | Punkty | P1 | P2 | P3 | PP | NO | NS |

### Zespoły
| P  | +/− | Konstruktor             | Starty | Punkty | P1 | P2 | P3 | PP | NO | NS |
| -- | --- | ----------------------- | ------ | ------ | -- | -- | -- | -- | -- | -- |
| 1  | 0   | Prema Racing            | 32     | 273    | 6  | 4  | 1  | 9  | 4  | 6  |
| 2  | +1  | Russian Time            | 32     | 199    | 1  | –  | 4  | –  | 3  | 3  |
| 3  | +1  | Racing Engineering      | 32     | 180    | 3  | 3  | 2  | 2  | 3  | 5  |
| 4  | −2  | ART Grand Prix          | 32     | 173    | 3  | 2  | 2  | 6  | 4  | 5  |
| 5  | 0   | MP Motorsport           | 32     | 110    | –  | 1  | 3  | –  | –  | 1  |
| 6  | +1  | DAMS                    | 32     | 108    | 2  | 1  | 2  | –  | –  | 6  |
| 7  | −1  | Pertamina Campos Racing | 32     | 101    | 1  | 1  | –  | –  | 2  | 6  |
| 8  | 0   | Trident                 | 32     | 80     | –  | 2  | 1  | –  | 1  | 9  |
| 9  | 0   | Rapax                   | 32     | 64     | –  | 1  | 1  | –  | –  | 4  |
| 10 | 0   | Carlin                  | 32     | 36     | –  | 1  | –  | –  | –  | 5  |
| 11 | 0   | Arden International     | 32     | 12     | –  | –  | –  | –  | –  | 7  |
| P  | +/− | Kierowca                | Starty | Punkty | P1 | P2 | P3 | PP | NO | NS |